# Malý Šariš
Malý Šariš (em húngaro: Kissáros) é um município da Eslováquia, situado no distrito de Prešov, na região de Prešov. Tem 8,64 km² de área e sua população em 2018 foi estimada em 1.725 habitantes.

## Demografia
| Ano:        | 1994 | 2004   | 2014    | 2024    |
| ----------- | ---- | ------ | ------- | ------- |
| Broj ljudi: | 1297 | 1363   | 1593    | 1903    |
| Razlika:    |      | +5,08% | +16,87% | +19,46% |

| Ano:               | 2023 | 2024   |
| ------------------ | ---- | ------ |
| Número de pessoas: | 1883 | 1903   |
| Diferença:         |      | +1,06% |